# Křížkový Újezdec
Křížkový Újezdec (en allemand : Kreuz-Aujestetz) est une commune du district de Prague-Est, dans la région de Bohême-Centrale, en République tchèque. Sa population s'élevait à 253 habitants en 2020.

## Géographie
Křížkový Újezdec se trouve à 7 km au nord-est de Jesenice et à 20 km au sud-est du centre de Prague.
La commune est limitée par Radějovice à l'ouest et au nord, par Popovičky et Petříkov à l'est, par Kamenice au sud, et par Sulice au sud-ouest.

## Histoire
La première mention écrite de la localité date de 1349.